# Robin Osborne
Robin Grimsey Osborne (* 11. März 1957) ist ein englischer Althistoriker, der sich auf das archaische und klassische Griechenland spezialisiert hat.
Er ist Autor mehrerer Standardwerke zur griechischen Antike, etwa Greece in the Making 1200–479 BC und Archaic and Classical Greek Art. Osborne ist Fellow des King’s College Cambridge und Professor für Alte Geschichte an der Universität Cambridge. Mit seinem College- und Fakultätskollegen Simon Goldhill hat er drei Sammelbände zu interdisziplinären altertumswissenschaftlichen Themen herausgegeben. Er ist zudem Mitherausgeber einiger renommierter Fachzeitschriften, unter anderem des Journal of Hellenic Studies und des American Journal of Archaeology.
2006 wurde er zum Mitglied der British Academy gewählt. Für 2019 wurde Osborne der Runciman Award zugesprochen.

## Veröffentlichungen (Auswahl)
Monographien
- Greece in the making, 1200–479 BC. Routledge, London u. a. 1996, ISBN 0-415-03583-X.
- Archaic and classical Greek art. Oxford University Press, Oxford u. a. 1998, ISBN 0-192-84202-1.
- The Transformation of Athens. Painted Pottery and the Creation of Classical Greece. Princeton University Press, Princeton, N.J. 2018.
- Athens and Attica (= The Oxford History of the Archaic Greek World, 2). Oxford University Press 2023.

Herausgeberschaften
- mit Susan E. Alcock: Placing the gods. Sanctuaries and sacred space in ancient Greece. Clarendon Press, Oxford 1994, ISBN 0-198-15060-1.
- mit Simon Goldhill: Art and Text in ancient Greek Culture. Cambridge University Press, Cambridge u. a. 1994, ISBN 0-521-41185-8.
- mit Simon Goldhill: Performance culture and Athenian democracy. Cambridge University Press, Cambridge u. a. 1999, ISBN 0-521-64247-7.[2]
- mit Simon Goldhill: Rethinking revolutions through ancient Greece. Cambridge University Press, Cambridge u. a. 2006, ISBN 0-521-86212-4[3] 
Rezension dazu von Bernhard Smarczyk in: Sehepunkte. Bd. 8, Nr. 3, 2008.[4]
- mit Peter J. Rhodes: Greek historical inscriptions. 404–323 BC. Oxford University Press, Oxford u. a. 2003, ISBN 0-198-15313-9.
- Debating the Athenian cultural revolution. Art, literature, philosophy, and politics 430–380 BC. Cambridge University Press, Cambridge u. a. 2007, ISBN 978-0-521-87916-3.
- mit Susan E. Alcock: Classical Archaeology (= Blackwell Studies in global Archaeology. Bd. 10). Blackwell Publishing, Malden MA u. a. 2007, ISBN 978-0-631-23419-7.